# Josef Silný
Josef Silný (Kroměříž, 23 de enero de 1902-ibídem, 15 de mayo de 1981) fue un jugador y entrenador de fútbol checoslovaco. En su etapa como jugador profesional se desempeñaba como delantero.

## Selección nacional
Fue internacional con la selección de fútbol de Checoslovaquia en 50 ocasiones y convirtió 28 goles. Formó parte de la selección subcampeona de la Copa del Mundo de 1934.

### Participaciones en Copas del Mundo
| Mundial                        | Sede   | Resultado  | Partidos | Goles |
| ------------------------------ | ------ | ---------- | -------- | ----- |
| Copa Mundial de Fútbol de 1934 | Italia | Subcampeón | 1        | 0     |

## Clubes

### Como jugador
| Club                    | País                              | Año       |
| ----------------------- | --------------------------------- | --------- |
| Hanácká Slavia Kroměříž | Checoslovaquia                    | ¿-1923    |
| Slavia Praga            | Checoslovaquia                    | 1923-1926 |
| Sparta Praga            | Checoslovaquia                    | 1926-1933 |
| SC Nîmois               | Francia                           | 1933-1934 |
| Bohemians Praga         | Checoslovaquia                    | 1934-1935 |
| Hanácká Slavia Kroměříž | Protectorado de Bohemia y Moravia | 1935-1940 |

### Como entrenador
| Club                    | País                              | Año       |
| ----------------------- | --------------------------------- | --------- |
| Hanácká Slavia Kroměříž | Protectorado de Bohemia y Moravia | 1935-1940 |

## Palmarés

### Campeonatos nacionales
| Título           | Club         | País           | Año  |
| ---------------- | ------------ | -------------- | ---- |
| Primera División | Slavia Praga | Checoslovaquia | 1925 |
| Primera División | Sparta Praga | Checoslovaquia | 1927 |
| Primera División | Sparta Praga | Checoslovaquia | 1932 |

### Copas internacionales
| Título                 | Club         | Sede            | Año  |
| ---------------------- | ------------ | --------------- | ---- |
| Copa de Europa Central | Sparta Praga | Viena (Austria) | 1927 |

### Distinciones individuales
| Distinción                                               | Año  |
| -------------------------------------------------------- | ---- |
| Máximo goleador de la Copa de Europa Central             | 1927 |
| Máximo goleador de la Primera División de Checoslovaquia | 1931 |